# Anis Djili
Anis Djili –en árabe, أنيس الدخيلي– (nacido el 18 de diciembre de 1984) es un deportista tunecino que compitió en judo. Ganó una medalla de bronce en los Juegos Panafricanos de 2007, y dos medallas de bronce en el Campeonato Africano de Judo entre los años 2005 y 2006.

## Palmarés internacional
| Juegos Panafricanos | Juegos Panafricanos          | Juegos Panafricanos | Juegos Panafricanos |
| Año                 | Lugar                        | Medalla             | Categoría           |
| ------------------- | ---------------------------- | ------------------- | ------------------- |
| 2007                | Argel (Argelia)              | Medalla de bronce   | –73 kg              |
| Campeonato Africano |                              |                     |                     |
| Año                 | Lugar                        | Medalla             | Categoría           |
| 2005                | Puerto Elizabeth (Sudáfrica) | Medalla de bronce   | –73 kg              |
| 2006                | Puerto Louis (Mauricio)      | Medalla de bronce   | –73 kg              |